# بينيامين زي أوندو
بينيامين زي أوندو (بالفرنسية: Benjamin Zé Ondo)‏ (مواليد 18 يونيو 1987) هو لاعب كرة قدم غابوني يلعب حاليًا لصالح نادي وفاق سطيف في الدوري الجزائري الممتاز.

## روابط خارجية
- بينيامين زي أوندو على موقع الاتحاد الدولي (مؤرشف)  (الإنجليزية)
- بينيامين زي أوندو على موقع قاعدة بيانات كرة القدم.إي يو (الإنجليزية)
- بينيامين زي أوندو على موقع ناشيونال فوتبول تيمز (الإنجليزية)
- بينيامين زي أوندو على موقع Soccerbase.com (لاعب) (الإنجليزية)
- بينيامين زي أوندو على موقع Soccerway.com (الإنجليزية)
- بينيامين زي أوندو على موقع عالم كرة القدم.نت (الإنجليزية)